# Musculi intercostales
Die Musculi intercostales (lat. für „Zwischenrippenmuskeln“) sind Skelettmuskeln des Brustkorbs, die zwischen benachbarten Rippen verlaufen. Sie überbrücken den Interkostalraum (Zwischenrippenraum) und bilden gemeinsam mit den Rippen die Brustwand, die die Brusthöhle nach außen abschließt. 
Man unterscheidet in jedem Interkostalraum einen äußeren (Musculus intercostalis externus) und einen inneren Zwischenrippenmuskel (Musculus intercostalis internus). Es gibt auf jeder Körperseite je elf äußere und elf innere Zwischenrippenmuskeln. Als Teil des Musculus intercostalis internus wird der Musculus intercostalis intimus abgegrenzt, der dorsal eines Spaltraums liegt, in denen die Leitungsbahnen verlaufen (Arteria intercostalis, Vena intercostalis, Nervus intercostalis). Der Muskel wird zum Teil auch als eigenständiger Muskel betrachtet, er kann aber auch fehlen. Sämtliche Zwischenrippenmuskeln werden durch die jeweiligen Interkostalnerven (Nervi intercostales) innerviert und über Muskeläste (Rami musculares) der Arteriae intercostales anteriores (aus der Arteria thoracica interna) und der Arteriae intercostales posteriores (aus der thorakalen Aorta) mit Blut versorgt.
Die Zwischenrippenmuskeln wirken durch Bewegung der Rippen an der Brustatmung (Rippenatmung) mit.
| Muskel                        | Ursprung        | Ansatz                            | Verlauf                                                                                                  | Innervation                                | Funktion                                                                          |
| ----------------------------- | --------------- | --------------------------------- | --- | ------------------------------------------ | --------------------------------------------------------------------------------- |
| Musculi intercostales externi | Rippenunterrand | Oberrand der nächsttieferen Rippe | schräger Verlauf (von dorsal („hinten“) und kranial („oben“) nach ventral („vorn“) und kaudal („unten“)) | Nervi intercostales I–XI (Interkostalnerv) | Hebung der Rippen → Einatmung (Inspiration), Verspannung der Zwischenrippenräume  |
| Musculi intercostales interni | Rippenoberrand  | Unterrand der nächsthöheren Rippe | schräger Verlauf (von dorsal („hinten“) und kaudal („unten“) nach ventral („vorn“) und kranial („oben“)) | Nervi intercostales I–XI (Interkostalnerv) | Senkung der Rippen → Ausatmung (Exspiration), Verspannung der Zwischenrippenräume |
| Musculi intercostales intimi  | Rippenoberrand  | Unterrand der nächsthöheren Rippe | schräger Verlauf (von dorsal („hinten“) und kaudal („unten“) nach ventral („vorn“) und kranial („oben“)) | Nervi intercostales I–XI (Interkostalnerv) | Senkung der Rippen → Ausatmung (Exspiration), Verspannung der Zwischenrippenräume |

An den Zwischenrippenmuskeln überdauert die segmentale Gliederung des Körpers, die Metamerie.
Die Zwischenrippenmuskeln bilden den Fleischanteil bei Fleischteilen wie Schweinebauch, Schälrippchen und Spareribs.